# Симиновский, Моисей Исаакович
Моисей Исаакович Симиновский (16 октября 1900, Гомельская область — 5 ноября 1984) — советский генерал-майор.

## Биография
Окончил Военную академию имени Фрунзе (1934), Высшие академические курсы (1948).
В Красной Армии с 1920 года.
Участник Гражданской войны.
В Великую Отечественную войну на Западном, Калининском, 1-м Прибалтийском, 3-м Белорусском, Забайкальском фронтах: начальник штаба дивизии, начальник оперативного отдела штаба 60-й армии Управления Московской зоны обороны, начальник штаба 39-й армии.
Участник боев под Москвой, Великолукской, Витебско-Оршанской, Восточно-Прусской, Хинган-Мукдэнской операций.
В 1952—1961 годах — преподаватель Военной академии имени Фрунзе.